# Adonisea pulchra
Adonisea pulchra är en fjärilsart som beskrevs av Köhler 1953. Adonisea pulchra ingår i släktet Adonisea och familjen nattflyn. Inga underarter finns listade i Catalogue of Life.